# Tucumcari, New Mexico
Tucumcari este o localitate, o municipalitate și sediul comitatului Quay din statul New Mexico, Statele Unite ale Americii.